# Batterie structurelle
Pour les articles homonymes, voir Batterie.
Les batteries structurelles sont des structures multifonctionnelles, capables d'agir comme un système de stockage d'énergie électrochimique (batteries) tout en possédant une intégrité mécanique,.
Elles contribuent à réduire le poids et sont utiles dans les applications de transport , telles que les véhicules électriques et les drones en raison de leur potentiel d'amélioration de l'efficacité des systèmes. On distingue deux grands types de batteries structurelles : les batteries intégrées à une structure et les batteries multifonctionelles intégrant des électrodes et un electrolyte structurel.

## Batteries intégrées à une structure
Les batteries intégrées à une structure intègrent des cellules de batterie lithium-ion dans une structure composite, le plus souvent dans des structures sandwich. Dans une conception en sandwich, des batteries lithium-ion de pointe constituent le composant central et sont placés entre deux couches minces et solides (par exemple en aluminium). Les charges dans le plan et en flexion sont supportées par les feuilles extérieures tandis que le noyau de la batterie absorbe les charges de cisaillement et de compression transversales et stocke l'énergie électrique. La structure multifonctionnelle peut alors être utilisée comme matériau porteur ainsi que comme matériau de stockage d'énergie.  Dans ce cas la batterie elle-même n'est pas multifonctionelle mais le système dans son ensemble l'est.

## Batteries multifonctionnelles
Dans les batteries multifonctionnelles, le matériau de l'électrode possède une fonction intrinsèque de support de charge et de stockage d'énergie. Un exemple est par exemple à base d'une anode en zinc, d'une cathode en dioxyde de manganèse et d'un électrolyte composite fibre/polymère. L'électrolyte structurel permet des performances de charge et de décharge stables. Cet assemblage a été démontré dans un véhicule aérien sans pilote. Une batterie structurelle couramment proposée est basée sur un concept de polymère renforcé de fibres de carbone (PRFC). Ici, les fibres de carbone servent à la fois d'électrodes (ou de collecteur de courant) et de renfort structurel. De multiples couches de fibres de carbone sont imprégnées d'une matrice (par exemple un polymère) qui permet le transfert de charge entre les fibres mais aussi le transport lithium-ion, contrairement aux matrices vinylester ou époxy couramment utilisées pour les PRFC. Ce type de système de stockage d'énergie peut être basé sur une chimie au nickel ou lithium-ion. Le stratifié est constitué d'une électrode négative, d'un séparateur et d'une électrode positive, imprégné dans un électrolyte structurel et conducteur ionique. Dans le concept d'électrodes structurelles stratifiées, les fibres de carbone peuvent être utilisées pour intercaler des ions lithium (anode structurelle) ; de même, que les anodes en graphite disponibles dans le commerce. La cathode structurelle est constituée de fibres de carbone revêtues d'espèces électrochimiquement actives, par exemple des particules d'oxyde de lithium. Un exemple de batterie structurelle exploitant une électrode négative en fibre de carbone et une électrode positive en phosphate de fer et de lithium s'est avéré capable d'allumer une LED. Un matériau séparateur est utilisé entre les deux électrodes structurelles pour éviter les courts-circuits,. Le concept de PRFC décrit ci-dessus est toujours à l'étude.